# Fritz Wagner (Maler, 1896)

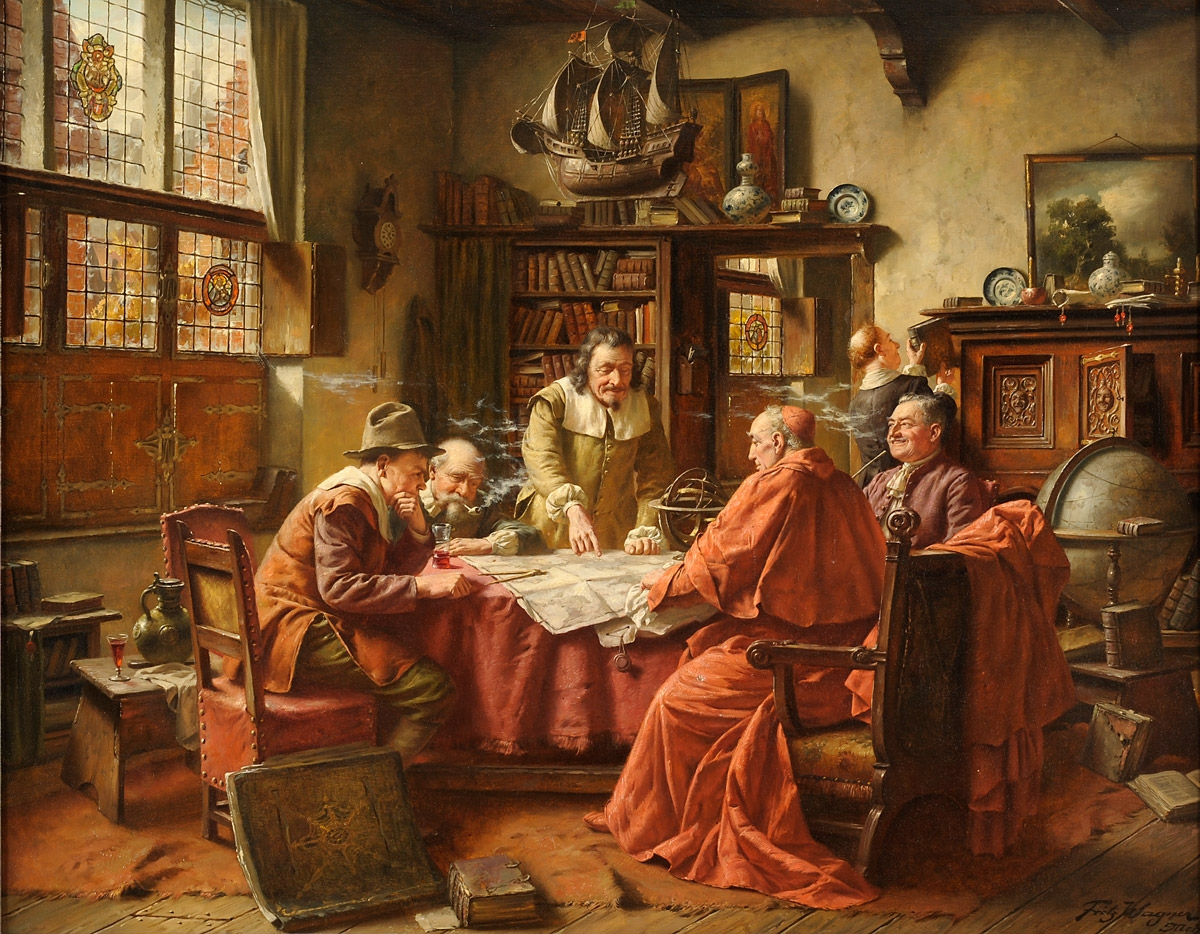
Herrenrunde mit Landkarte auch Die Gelehrtenrunde

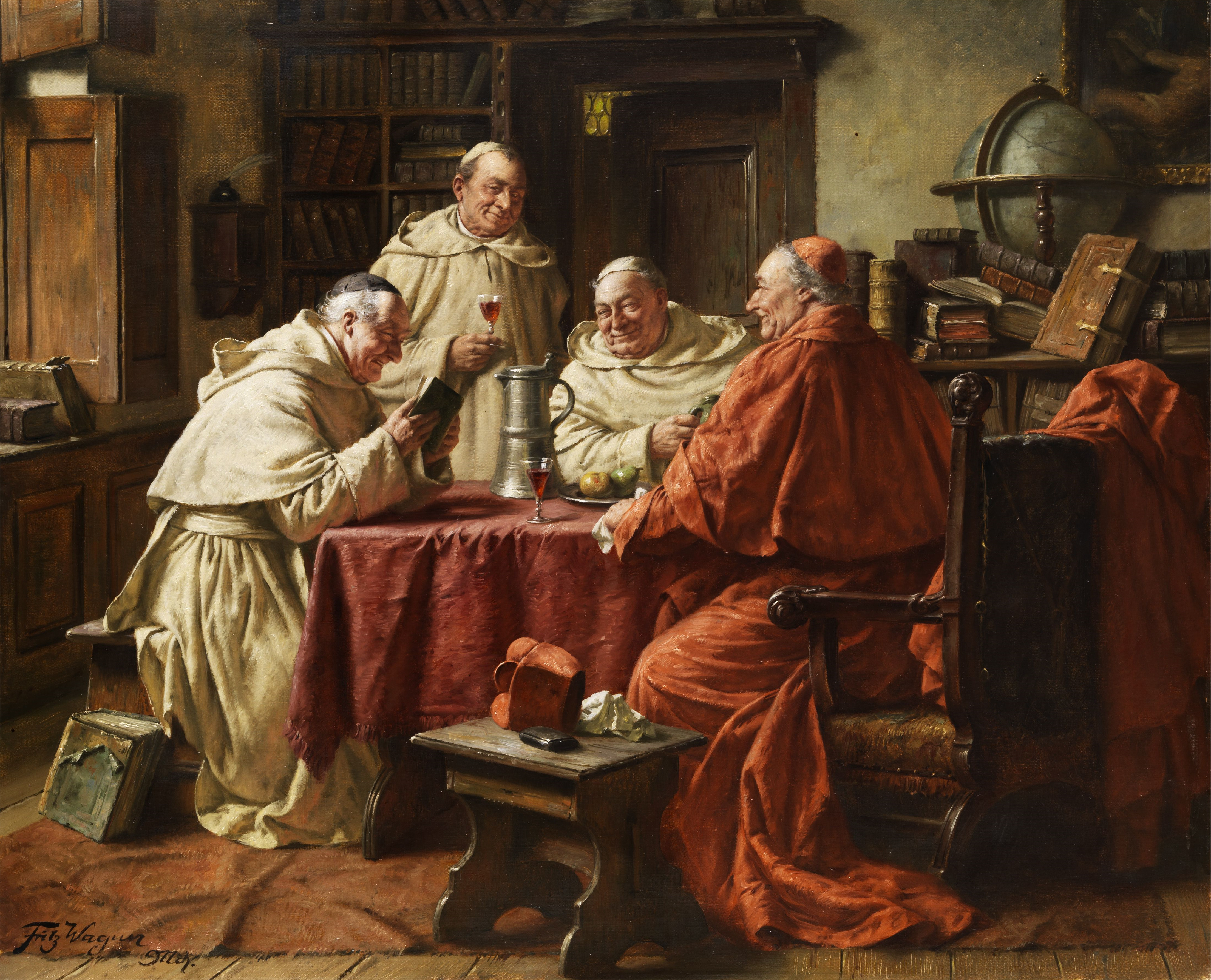
Kardinal mit Mönchen in einer Klosterbibliothek

Fritz Wagner (* 15. Mai 1896 in München; † 3. April 1939 ebenda) war ein deutscher Genremaler, der in München und Frauenchiemsee tätig war.

## Leben
Wagner war in München Schüler von Karl Roth und Robert Seitz und wurde von Hiasl Maier-Erding beeinflusst. Er unternahm Studienreisen nach Italien, Ungarn und Rumänien.
Er lehnte sich in seinen holländischen Interieurs an Max Gaisser an und fertigte Mönchsporträts in der Art von Eduard von Grützner. Wagner war Mitglied im Reichsverband Bildender Künstler Deutschlands.